# Rekesz (település)
Rekesz (1899-ig Задільська (Zagyilszka), ukránul: Задільське (Zagyilszke), oroszul: Заделское (Zagyelszkoje), szlovákul: Zadilská) falu Ukrajnában Kárpátalján a Munkácsi járásban.

## Fekvése
Alsóverecke társközsége, a községközponttól 4 km-re nyugatra fekszik.

## Története
1910-ben 334, többségben ruszin lakosa volt, jelentős német kisebbséggel.
A trianoni békeszerződésig Bereg vármegye Alsóvereckei járásához tartozott.
Ma 3-400 lakosú ruszin falu.

## Nevezetességek
- Görögkatolikus fatemploma a 18. században épült. Szent Miklós tiszteletére szentelték fel.